# Helictotrichon agropyroides
Helictotrichon agropyroides là một loài thực vật có hoa trong họ Hòa thảo. Loài này được (Boiss.) Henrard mô tả khoa học đầu tiên năm 1940.